# Orthanthera gossweileri
Orthanthera gossweileri är en oleanderväxtart som beskrevs av C. Norman. Orthanthera gossweileri ingår i släktet Orthanthera och familjen oleanderväxter. Inga underarter finns listade i Catalogue of Life.